# پرچم السالوادور
پرچم السالوادور برای اولین بار در ۱۷ مه ۱۹۱۲ به رسمیت شناخته شد. 
1. ↑  «Bandera de El Salvador, Bandera Salvadoreña, Bandera de la República de El Salvador». Interbiznet (به اسپانیایی). دریافت‌شده در ۲۰۲۴-۰۱-۰۳.
2. ↑  https://www.presidencia.gob.sv/simbolos-patrios/

به‌عنوان پرچم استان و نشان جنگ و نشان نیروی دریایی شناخته می‌شود و هم‌چنین دارای تناسب ۱۸۹:۳۳۵ (تقریباً ۹:۱۶) می‌باشد.